# Emilia (gênero)
Emilia é um género botânico pertencente à família Asteraceae.

## Espécies
O género Emilia inclui mais de uma centena de espécies aceites. No Brasil, encontram-se as espécies Emilia sonchifolia, também conhecida pelo nome comum serralhinha, e Emilia fosbergii.